# Андроник V Палеолог
Андроник V Палеолог (на гръцки: Ανδρόνικος Ε' Παλαιολόγος) е съимператор на Византийската империя с баща си Йоан VII Палеолог.

## Биография
Андроник V Палеолог е роден около 1400 година и е единственият известен син на император Йоан VII Палеолог и Ирина Гатилузио, дъщеря на Франческо II Гатилузио. Той е кръстен на дядо си император Андроник IV Палеолог. Негова баба е Мария Българска, дъщеря на цар Иван Александър и Теодора Басараб.  По линия на баща си и дядо си принадлежи към византийската императорска династия Палеолози, по линия на майка си към генуезката династия Гатилузо, а по линия на баба си и и прадядо си и към българската царска династия Шишмановци. 
По времето на раждането му Йоан VII е регент на Византийската империя за своя вуйчо Мануил II Палеолог. Не се знае датата, на която Андроник е провъзгласен за съимператор, но може би е след като баща му се установява в Солун, някъде около 1403 – 1404 година. Той умира преди баща си някъде през 1407 година.